# Charles Daubeny

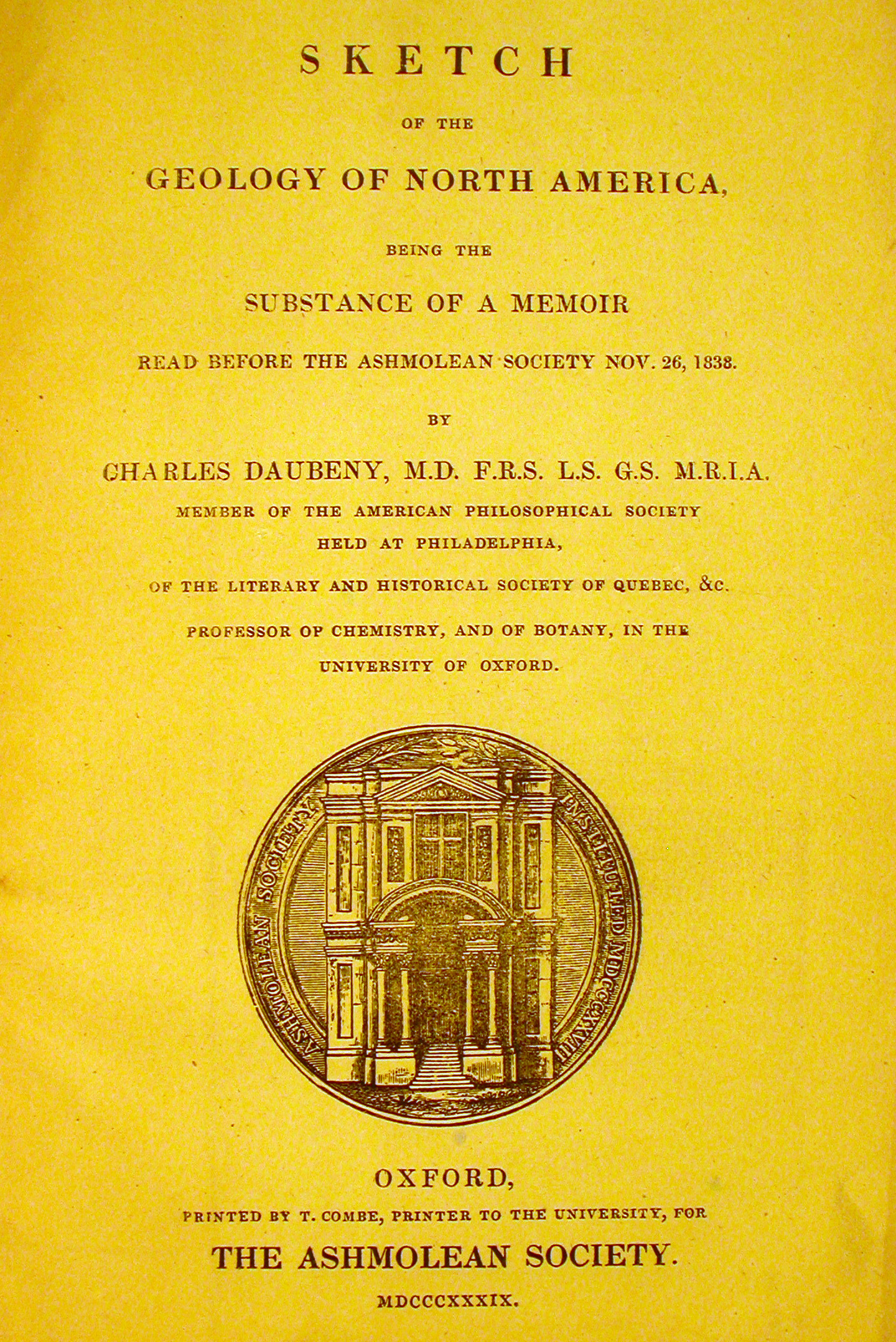
Daubenys Sketch of the Geology of North America (1839).

Charles Giles Bridle Daubeny, född 11 februari 1795 i Stratton vid Cirencester i Gloucestershire, England, död 12 december 1867 i Oxford, England, var en engelsk kemist, botaniker och geolog. Han var professor i Oxford och höll tre professorsstolar samtidigt (i kemi, botanik och "landsbygdsekonomi").

## Levnad
Daubeny föddes i Stratton, Glocestershire, och var son till prästen James Daubeny och dennes maka Helena. Från 1808 studerade han vid Winchester och från 1810 vid Magdalen College, Oxford, där han tog sin B.A. 1814. Han besökte John Kidds lektioner i kemi och mineralogi, samt William Bucklands i geologi, vilket väckte hans naturvetenskapliga intresse. Han antogs som lekmanna-fellow (det vill säga slapp den kyrkliga utbildningen) vid Magdalen College 1815. Mellan 1815 och 1818 studerade han medicin i Edinburgh under Robert Jameson, vilket ytterligare påverkade hans intresse för naturvetenskap. Han tog sin B.M. 1918 och doktorerade i medicin 1821.
Han skrev en rapport om det vulkaniska området i Auvergne 1819, Letters on the Volcanos of Auvergne, som publicerades i The Edinburgh Journal, efter en resa till Frankrike. Den 10 oktober 1822 eftersträdde han Kidd som professor i kemi (en post han stannade på till 1855) och samma år valdes han in som fellow i Royal Society. 
Under följande resor till Ungern, Transsylvanien, Italien, Sicilien, Frankrike och Tyskland utökade han sin kunskap om vulkanism och 1826 publicerade han resultatet av sina observationer i A Description of Active and Extinct Volcanos (en andra utökad upplaga gavs ut 1848). Liksom Gay-Lussac och Davy ansåg han att underjordiska termiska störningar antagligen berodde på att de alkalimetaller och alkaliska jordartsmetaller som man trodde fanns under jordskorpan kom i kontakt med vatten.
Daubeny utsågs till professor i botanik 1834, varpå han flyttade till University of Oxford Botanic Garden där han stannade livet ut. Han fick sin tredje professorstitel då han utsågs till professor i landsbygdsekonomi ("rural economy") 1840. 
Daubenys huvudlinje i sina studier var kemisk, även vad det gällde geologi och botanik. Han undersökte sålunda den kemiska sammansättningen av mineralvatten och vattnet i termiska källor, fördelningen av kaliumkarbonat (pottaska) och fosfater i blad och frukter, lagringsbarheten hos frön, fosfatfyndigheter i Estremadura, med mera. En av hans viktigare studier var On the Action of Light upon Plants, and of Plants upon the Atmosphere ("Om ljusets verkan på växter och växternas verkan på atmosfären") 1836..
Han var en av British Association for the Advancement of Sciences första medlemmar, deltog vid dess grundande 1831 och 1856 blev han dess ordförande. Han besökte USA 1837 vilket gav material till en avhandling om termiska källor och Nordamerikas geologi, vilken lästes upp för Ashmolean Society och British Association 1838, varpå den publicerades 1839.
Han dog i Oxford den 12 december 1867 och begravdes på egen begäran i Magdalen College Chapel. Han gifte sig aldrig.
Ett av Oxforduniversitetets herbarier är uppkallat efter honom. Den brittiske botanikern John Lindley uppkallade 1836 släktet Daubenya efter Charles Daubeny.

## Verk
- A Description of Active and Extinct Volcanos (1826) (1848)
- Introduction to the Atomic Theory (1831) (1850)
- On the Action of Light upon Plants, and of Plants upon the Atmosphere (1836)
- Sketch of the Geology of North America (1839)
- Three Lectures on Agriculture (1840-1841)
- Lectures on Roman Husbandry (1857); i Climate: an inquiry into the causes of its differences and into its influence on Vegetable Life (1863)
- Essay on the Trees and Shrubs of the Ancients (1865)
- Catalogue of the Trees and Shrubs indigenous to Greece and Italy (1865)